# ランダル・アソフェイファ
ランダル・アソフェイファ・コラレス（Randall Azofeifa Corrales、1984年12月30日 - ）は、コスタリカ・サンホセ出身の元プロサッカー選手。元コスタリカ代表。現役時代のポジションは、ミッドフィールダー。

## 経歴

### クラブ
デポルティーボ・サプリサのユースチームで育成され、2001年にトップチームデビュー。2005年にはCONCACAFチャンピオンズリーグで優勝し、FIFAクラブ世界選手権2005の3位入賞に貢献した。
2006年、KAAヘントに移籍。
2011年1月、ゲンチレルビルリイSKに160万ユーロで移籍。2013年5月、カイセリ・エルジイェススポルに移籍。
2014年9月、コスタリカに帰国しSCウルグアイ・コロナドに加入した。2015年1月、CSエレディアーノに移籍。

### 代表
2001年、トリニダード・トバゴで開催されたFIFA U-17世界選手権に参加した。
2006 FIFAワールドカップでは1試合、2007 CONCACAFゴールドカップでは4試合に出場した。

## 代表歴

### 出場大会
- コスタリカ代表
  - 2006 FIFAワールドカップ
  - 2018 FIFAワールドカップ

### 試合数
- 国際Aマッチ 60試合 3得点（2005年-2018年）[7]

| コスタリカ代表 | 国際Aマッチ | 国際Aマッチ |
| 年             | 出場        | 得点        |
| -------------- | ----------- | ----------- |
| 2005           | 2           | 0           |
| 2006           | 7           | 0           |
| 2007           | 8           | 0           |
| 2008           | 4           | 1           |
| 2009           | 3           | 0           |
| 2010           | 3           | 0           |
| 2011           | 6           | 0           |
| 2012           | 3           | 0           |
| 2013           | 0           | 0           |
| 2014           | 0           | 0           |
| 2015           | 2           | 0           |
| 2016           | 10          | 2           |
| 2017           | 10          | 0           |
| 2018           | 2           | 0           |
| 通算           | 60          | 3           |

### 得点
| No | 開催日        | 開催地           | 対戦国   | スコア | 結果 | 試合概要                    |
| -- | ------------- | ---------------- | -------- | ------ | ---- | --------------------------- |
| 1. | 2008年6月21日 | サンホセ         | グレナダ | 3–0    | 3–0  | 2010 FIFAワールドカップ予選 |
| 2. | 2016年9月2日  | ポルトープランス | ハイチ   | 1–0    | 1–0  | 2018 FIFAワールドカップ予選 |
| 3. | 2016年10月8日 | クラスノダール   | ロシア   | 1–0    | 4–3  | 親善試合                    |

## タイトル
ヘント
- ベルギーカップ (1): 2009–10